# Distretto di San Antonio (Lima)
Il distretto di San Antonio è uno dei sedici distretti della provincia di Cañete, in Perù. Si trova nella regione di Lima e si estende su una superficie di 37,31 chilometri quadrati.
Istituito il 27 dicembre 1922, ha per capitale la città di San Antonio.